# San Leucio (Caserta)
San Leucio è una frazione del comune di Caserta nota per ragioni sia storiche sia artistiche, posta a 3,5 km a nord ovest della città. Il sito reale, insieme alla Reggia di Caserta, è stato riconosciuto come Patrimonio dell'umanità dall'UNESCO.

## Storia

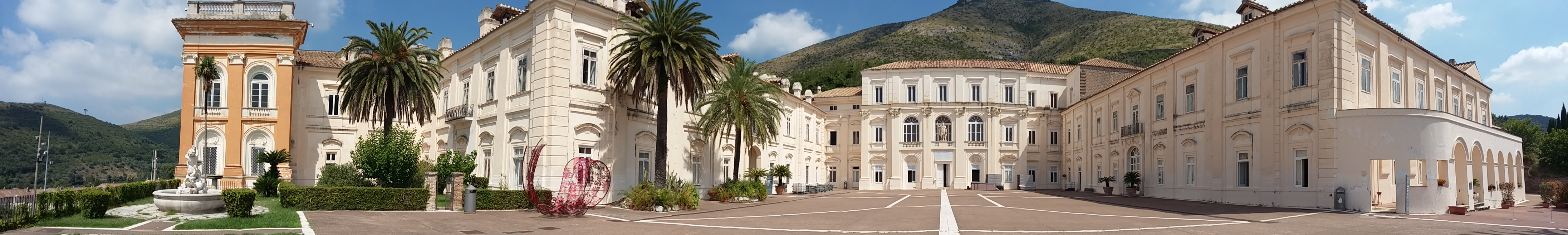
Panorama di San Leucio.

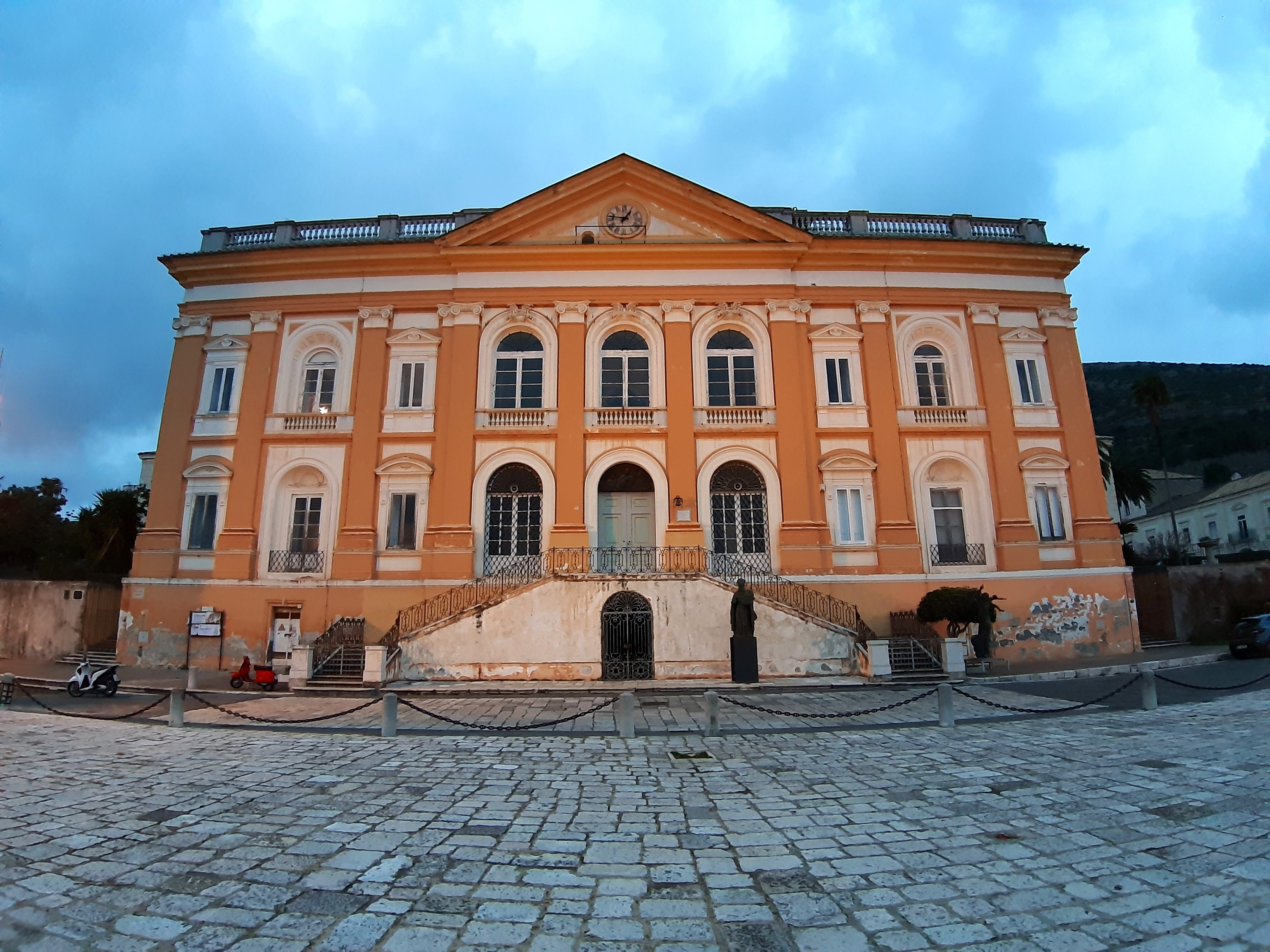
Facciata del Palazzo Belvedere.

Prima ancora che prendesse il nome attuale, vi era un feudo dei conti Acquaviva di Caserta noto come Palazzo del Belvedere o Palagio Imperiale, descritto nel 1667 da Celestino Guicciardini. Annesso vi era anche un casino da caccia che fu restaurato poco più tardi da Francesco Collecini. Nel 1750, i possedimenti già Acquaviva, poi divenuti Caetani, passarono ai Borbone di Napoli, e il feudo divenne un romitorio per i reali. Stanco del caos e degli intrighi della corte reale casertana, tuttavia, nel 1773 Ferdinando IV volle costruirsi un ritiro solitario dove poter trascorrere del tempo spensierato. Scelse le colline che fiancheggiavano il Parco di Caserta dove già sorgeva un rudere di una cappella dedicata a San Leucio, il martire vescovo di Brindisi, dal quale prese il nome.
Il romitorio comprensivo di una vigna e di un boschetto, era frequentato dal re per brevi periodi, dopodiché era custodito da alcuni guardiani di stanza con le proprie famiglie. Il 17 dicembre 1778, tuttavia, accadde un fatto inusitato che determinò il destino della colonia. Il primogenito del re ed erede al trono, Carlo Tito, morì di vaiolo. Il re, scosso dall'evento, decise di erigere un ospizio per i poveri della provincia presso il quale assegnò un opificio per non tenerli in ozio, all'uopo facendo giungere sul posto delle imprese dal nord Italia tra le quali la Brunetti di Torino. La colonia crebbe rapidamente così che si decise di costruire ulteriori edifizi per migliorarne le funzionalità tra i quali una parrocchia, degli alloggi per gli educatori e dei padiglioni per i macchinari. L'organizzazione era affidata a un Direttore generale affiancato da un Direttore tecnico che monitorava la condizione degli impianti. L'istruzione tecnica degli operai era affidata al Direttore dei Mestieri ciascuno per ogni genere. Si voleva in tal modo riprendere l'idea dell'organizzazione “colbertina” francese.
Le commesse di seta provenivano da tutta l'Europa: ancor oggi, le produzioni di San Leucio si possono ritrovare in Vaticano, al Quirinale, nello Studio Ovale della Casa Bianca: le bandiere di quest'ultima e quelle di Buckingham Palace sono fatte con tale materiale. Si ritrovano testimonianze dell'arte anche nelle celebrazioni e nelle festività popolari, specialmente nel capoluogo partenopeo, come ad es. la festa di Sant'Anna a Porta Capuana e la Madonna del Carmine nell'omonima Basilica al Mercato.
Il re Carlo di Borbone, consigliato dal ministro Bernardo Tanucci, pensò di inviare i giovani in Francia ad apprendere l'arte della tessitura, per poi lavorare negli stabilimenti reali. Licenziato Tanucci nel 1776, gli subentrò Domenico Caracciolo che diede grande impulso alla colonia. Fu così costituita nel 1778, su progetto dell'architetto Francesco Collecini, una comunità nota come Real Colonia di San Leucio, basata su norme proprie. Alle maestranze locali si aggiunsero subito anche artigiani francesi, genovesi, piemontesi e messinesi che si stabilirono a San Leucio richiamati dai molti benefici di cui usufruivano gli operai delle seterie.
Ai lavoratori delle seterie era, infatti, assegnata una casa all'interno della colonia, ed era, inoltre, prevista per i figli l'istruzione gratuita potendo beneficiare, difatti, della prima scuola dell'obbligo d'Italia che iniziava fin da 6 anni e che comprendeva le materie tradizionali quali la matematica, la letteratura, il catechismo, la geografia, l'economia domestica per le donne e gli esercizi ginnici per i maschi. I figli erano ammessi al lavoro a 15 anni, con turni regolari per tutti, ma con un orario ridotto rispetto al resto d'Europa. Le abitazioni furono progettate tenendo presente tutte le regole urbanistiche dell'epoca, per far sì che durassero nel tempo (abitate tuttora) e fin dall'inizio furono dotate di acqua corrente e servizi igienici.
Per contrarre matrimonio gli uomini e le donne, compiuti rispettivamente almeno 20 e 16 anni, dovevano dimostrare di aver conseguito uno speciale “diploma al merito” concesso dai Direttori dei Mestieri. I matrimoni si svolgevano il giorno di Pentecoste con una celebrazione particolare: a ogni coppia era assegnato un mazzo di rose, bianche per gli uomini e rosa per le donne, fuori dalla chiesa li aspettavano gli anziani del villaggio, di fronte ai quali le coppie si scambiavano i mazzi di fiori come promessa di matrimonio. Ciascuno era libero di lasciare la colonia quando voleva, ma, data la natura produttiva del luogo, si cercava di inibire tali eventualità, ad es., facendo divieto di ritorno in colonia oppure riducendo al minimo le liquidazioni.
La produttività era garantita da un bonus in danaro che gli operai ricevevano in base al livello di perizia che avevano raggiunto. La proprietà privata era tutelata, ma erano abolite le doti e i testamenti. I beni del marito deceduto passavano alla vedova e da questa al “Monte degli orfani”, cioè la cassa comune gestita da un prelato che serviva al mantenimento dei meno fortunati. Le questioni personali erano giudicate dall'Assise degli Anziani, cd. seniores, che avevano raggiunto i massimi livelli di benemerenza ed erano di nomina elettiva. I seniores monitoravano anche la qualità igienica delle abitazioni e potevano deliberare sanzioni disciplinari nonché espulsioni dalla colonia.
Per contrastare la concorrenza straniera, i leuciani si aprirono al mercato dell'abbigliamento con la produzione di maglie, calze, broccati e velluti. Così, seguendo la moda francese, si passò dai pekins ai tulle, dai chines ai reps. La fortuna delle produzioni leuciane è ampiamente documentata fino alla prima metà dell'800 quando l'impianto ebbe l'esclusiva sullo straordinario tessuto “fili di vetro” scoperto da Gio. U. Ruforf
Il re Ferdinando IV di Borbone progettò di allargare la colonia anche per le nuove esigenze industriali dovute all'introduzione della “trattura” della seta e della manifattura dei veli, quindi per costruirvi una nuova città, da chiamare Ferdinandopoli, concepita su una pianta completamente circolare con un sistema stradale radiale e una piazza al centro per farne anche una sede reale. Non vi riuscì, ma nei quartieri annessi al Belvedere mise in atto un codice di leggi sociali particolarmente avanzate, ispirate all'insegnamento di Gaetano Filangieri e trasformate in leggi da Bernardo Tanucci.
Ferdinando IV preferiva San Leucio in modo particolare e vi organizzava spesso battute di caccia e feste condivise con la stessa popolazione della colonia. Il sovrano firmò nel 1789 un'opera esemplare che conteneva i principi fondanti della nuova comunità di San Leucio: Origine della popolazione di San Leucio e suoi progressi fino al giorno d'oggi colle leggi corrispondenti al buon governo di essa di Ferdinando IV Re delle Sicilie conosciuti più comunemente come gli Statuti di San Leucio. Tale codice, di cui è rimasto ignoto l'estensore, fu pubblicato dalla Stamperia Reale del Regno di Napoli in 150 esemplari. Il testo, in cinque capitoli e ventidue paragrafi, rispecchia le aspirazioni del dispotismo illuminato dell'epoca ad interpretare gli ideali di uguaglianza sociale ed economica e pone grande attenzione al ruolo della donna.
Diverse opportunità erano offerte anche agli invalidi del lavoro che potevano rimanere in loco dopo l'infortunio; per questi fu progettato un ospizio apposito, la “Casa degli infermi”, che però non fu possibile portare a compimento a causa della discesa di Napoleone Bonaparte in Italia e della nascita della Repubblica Partenopea nel 1799. Pertanto, gli invalidi continuarono a sopravvivere grazie a delle donazioni spontanee dei lavoratori diplomati al merito, raccolti in un'apposita cassa dai seniores. Gli operai addetti alla coltivazione dei campi, invece, potevano vendere una parte del raccolto al mercato in base ai prezzi stabiliti dal sovrano.
Nel 1789 Lady Elisabeth Craven, moglie di Lord Craven, magravio di Anspanich, soggiornò per qualche settimana a Caserta scrivendo le sue memorie nel Portrait du Roi Ferdinand che fu pubblicato a Londra nel 1826: «mi fornì spiegazioni non pure su tutte le regole dello stabilimento ma fin più intricati congegni meccanismi che rendevano quel lavoro più agevole». Tra il 1790 e il 1796 anche Giuseppe Galanti, allievo di Antonio Genovesi, si soffermo sul posto: «il più lodevole in questa costituzione è che nulla si fa per forza. L'onore ed altri piccioli problemi debbono bastare a far osservare le leggi».
In seguito alla Restaurazione il progetto della neo-città fu accantonato, anche se si continuarono ad ampliare industrie ed edifici, tra cui il Palazzo del Belvedere. Nel 1824 il governatore Antonio Sancio fece erigere una statua del Re che oggi è visibile al Museo nazionale ferroviario di Pietrarsa. Nel 1826 su ordine del ministro card. Fabrizio Ruffo si decise di aprire una manifattura di pellame che però non riscosse il successo desiderato tanto da rischiare di far andare in malora l'intera colonia. Nel 1834 i Borbone decisero di costituire una società insieme a dei privati, tale fu la configurazione organizzativa fino all'Unità d'Italia. Nel 1862, nonostante lo sviluppo della produzione e il perfezionamento del nuovo tessuto “Jacquard”, i Savoia ne decisero la chiusura, riaprendola poi appena quattro anni dopo, ma concessa ancora in locazione ad imprese private.
Nel 1866 la Colonia di San Leucio venne elevata a comune amministrativo con il nome di San Leucio, fino alla sua definitiva aggregazione nel 1928 al comune di Caserta.
Nel 1976, in occasione del bicentenario della fondazione, si iniziò a guardare a San Leucio con maggiore attenzione, grazie al lavoro di ricerca compiuto dal Politecnico di Milano in collaborazione con la Pennsylvania University. Nel 1981 il luogo entrò nell'orbita del finanziamento della legge Scotti-Signorile sugli itinerari turistici ma solo tre anni dopo fu possibile aprire il cantiere grazie anche ad un concorso di idee sponsorizzato dalla FIAT. Dopo 15 anni di lavori e la spesa di 55 miliardi di lire, è stato possibile nel 1999 recuperare gli spazi funzionali con l'inaugurazione del Leuciana festival.

## La Vaccheria
Non lontano da San Lucio è situato il quartiere della Vaccheria, sorto nel 1773 per volere di re Ferdinando IV, ai piedi di un Casino, poi definito “vecchio”, una dimora di campagna a pianta rettangolare su tre livelli. La Vaccheria è stata per tantissimi anni un luogo di ritrovo per tantissime famiglie, le quali si riunivano per organizzare dei pic-nic e per godersi il magnifico panorama. La Vaccheria, inoltre, è famosa anche per il Presepe vivente che viene organizzato ogni anno per le vie del borgo. Vengono ricreate scene, ambienti e visioni bibliche così reali, da coinvolgere ogni visitatore in un'avventura scenografica senza precedenti.

## Architettura
Il Complesso di San Leucio nella sua veste attuale si estende su una superficie di 16871 m² e ha una facciata lunga 354 m intervallata da un doppio ordine di lesene, caratterizzata inoltre da due ordini di finestre e due marcapiani con timpano centrale: monumentale è la scalinata a doppia rampa che segna l'ingresso principale alla struttura.

## Scultura e pittura
Nel casino da caccia si annoverano gli affreschi di Fedele Fischetti sul mito di Bacco ed Arianna e la grande vasca in marmo di Mondragone al centro di una sala decorata con soggetti dell'antichità classica. La fontana con tritoni e delfini è opera di Solari nel 1794. Occasionalmente sono esposti in mostra tele di Fergola, Veronesi e Hackert, il pittore prussiano della Campania felix.

## Arco Borbonico

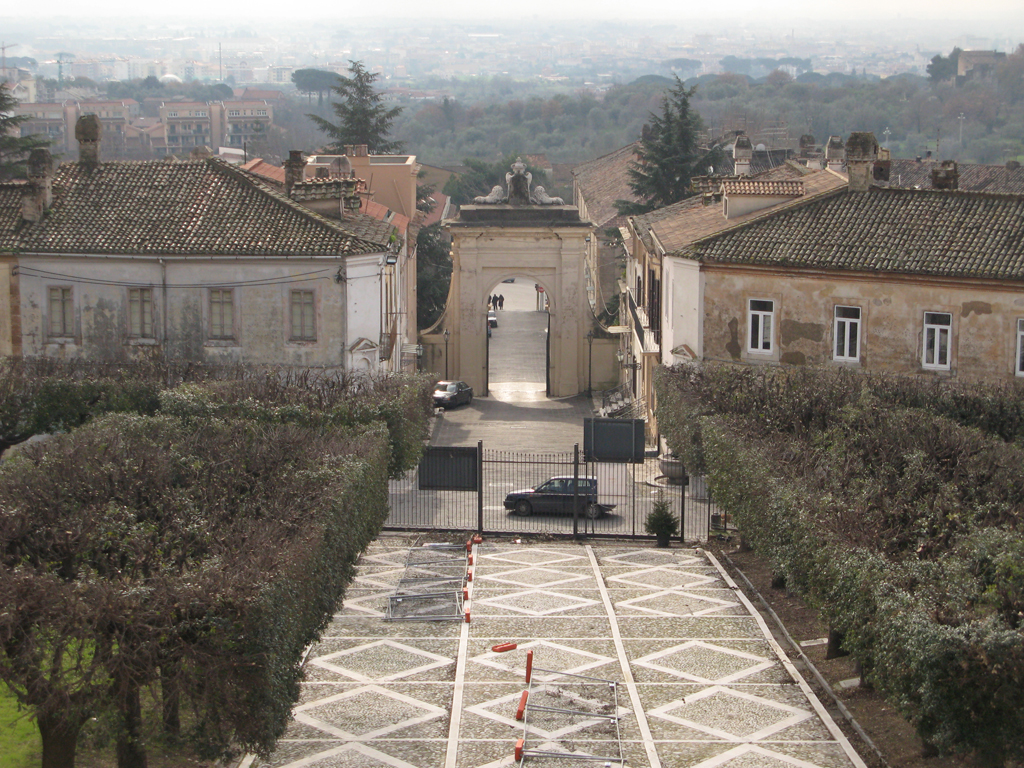
Vista posteriore dell'arco.

L'Arco Borbonico è il portale d'accesso al Complesso Monumentale del Belvedere di San Leucio e rappresenta una testimonianza di preesistenza alle seterie realizzate nel settecento. Risale infatti al 1600 quando era il varco d'accesso alla proprietà feudale dei Principi Acquaviva, signori di Caserta. Ancora oggi l'Arco rimane il passaggio migliore per raggiungere il Belvedere. L'Arco, sulla cui sommità è presente lo stemma borbonico con due leoni in pietra ai lati realizzati dallo scultore Angelo Brunelli, è alto quasi 13 m, largo 9 ed è formato da un unico fornice con un bugnato rettangolare e due paraste.

## Chiesa di Santa Maria delle Grazie
Voluta dal re Ferdinando IV e costruita da Francesco Collecini, allievo del Vanvitelli, fu completata in due anni e consacrata il 30 giugno 1803 insieme all'inaugurazione della “Fiera ferdinandea di arte sacra”. All'occasione il papa concesse al devotissimo re uno speciale Giubileo di otto giorni per ciascun anno in perpetuo nella ricorrenza della festività della Santissima Vergine delle Grazie. I materiali da costruzione sono di tufo giallo del Monte Fiorillo per gli esterni, marmo di Mondragone e legno di cipresso per gli interni, argento, bronzo, porcellane per gli arredi e le suppellettili. Nella chiesa lavorarono artisti quali Cosimo de Focatiis, Raffaele Mattioli e Pietro Saja. Dal primo all'8 luglio di ogni anno, grazie all'associazione “Arte nell'arte”, si svolge una mostra d'artigianato di arredi sacri.
La struttura interna della chiesa è formata da un'unica navata, decorata in stile barocco, in contrasto con l'esterno gotico della facciata. Questa è inquadrata da due campanili, cui si può accedere attraverso una scala a chiocciola presente nell'interno. Una rampa di collegamento, inoltre, mette in comunicazione l'interno della chiesa con la canonica. Gli altari presenti sulle pareti della navata, così come quello principale, sono realizzati in porfido e marmo nero, con intarsi. Furono realizzati da Giuseppe di Lucca e Carlo Beccalli, quest'ultimo attivo anche presso la reggia di Caserta. I riferimenti stilistici, sembrano essere ispirati e ripresi dalla scultura napoletana del tardo Settecento.
La struttura esterna della chiesa è caratterizzata da uno stile neogotico. La sua costruzione fu ultimata da Giovanni Patturelli, succeduto al defunto Francesco Collecini. Due rampe simmetriche conducono all'ingresso della Chiesa, la quale è delimitato da due torri angolari, realizzate in travertino, piperno e tufo; mentre la parte inferiore, oltre alla porta d'ingresso, è presente un imponente arco acuto e da due grandi finestroni. Sulle torri campanarie sono presenti, all'interno di nicchie, sette statue di santi.

## Prospettive su San Leucio

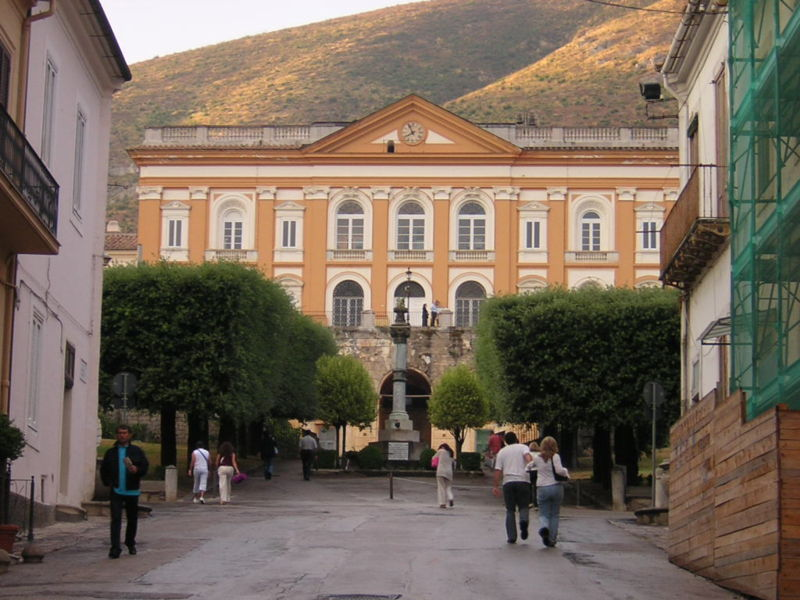
Ingresso del Palazzo del Belvedere

L'eredità della Colonia di San Leucio è sopravvissuta per decenni grazie alla presenza di diverse aziende seriche che però, ultimamente, hanno cessato l'attività per de-localizzare le industrie. Questa operazione, di natura meramente economica, ha inferto un duro colpo all'immagine della frazione casertana e soprattutto all'occupazione locale che oggi annovera centinaia di operaie specializzate in cassa integrazione o in mobilità.
A San Leucio, all'interno della fabbrica originaria del re Ferdinando, il Palazzo del Belvedere, ha oggi sede il "Museo della seta" che conserva alcuni macchinari originali, ancora funzionanti, per la lavorazione della seta che mostrano tutte le fasi della produzione con gli antichi telai restaurati ed azionati da una ruota idraulica posta nei sotterranei del palazzo. La visita al Complesso Monumentale prevede anche il passaggio negli appartamenti storici, arredati con suppellettili provenienti dalla Reggia di Caserta (tra le stanze di notevole interesse è il Bagno di Carolina, con la vasca in marmo di Carrara) e ai Giardini all'italiana, costituiti da una serie di terrazzamenti con piante identiche a quelle sistemate dal Re sul finire del '700. È inoltre possibile visitare su richiesta anche la “Casa del tessitore”, esempio di abitazione coloniale d'epoca.
Dal 1999, nei mesi estivi, si svolge a San Leucio il "Leuciana Festival", manifestazione artistica e culturale che in pochi anni si è ritagliata un ruolo di primo piano in Italia con un successo di pubblico sempre crescente. Tra gli ospiti più famosi che si sono esibiti al Leuciana, da ricordare Michael Bublé, Claudio Baglioni, Franco Battiato, Giovanni Allevi, i Pooh, Fiorella Mannoia, l'Orchestra Scarlatti del Teatro San Carlo di Napoli e ancora Pino Daniele, il musical Cats, Pat Metheny e tanti altri artisti di livello internazionale.